# Profit à prendre
Dans le droit des biens immobiliers de la common law, un profit à prendre  (aussi connu sous le nom de right of common (« droit de commun ») est le droit d'une personne à disposer des « fruits » de la propriété d'une autre : droits d'exploitation minière, agricole, etc. Le terme est un emprunt médiéval de l'anglais au français (le Law French).  